# Sara Baartman

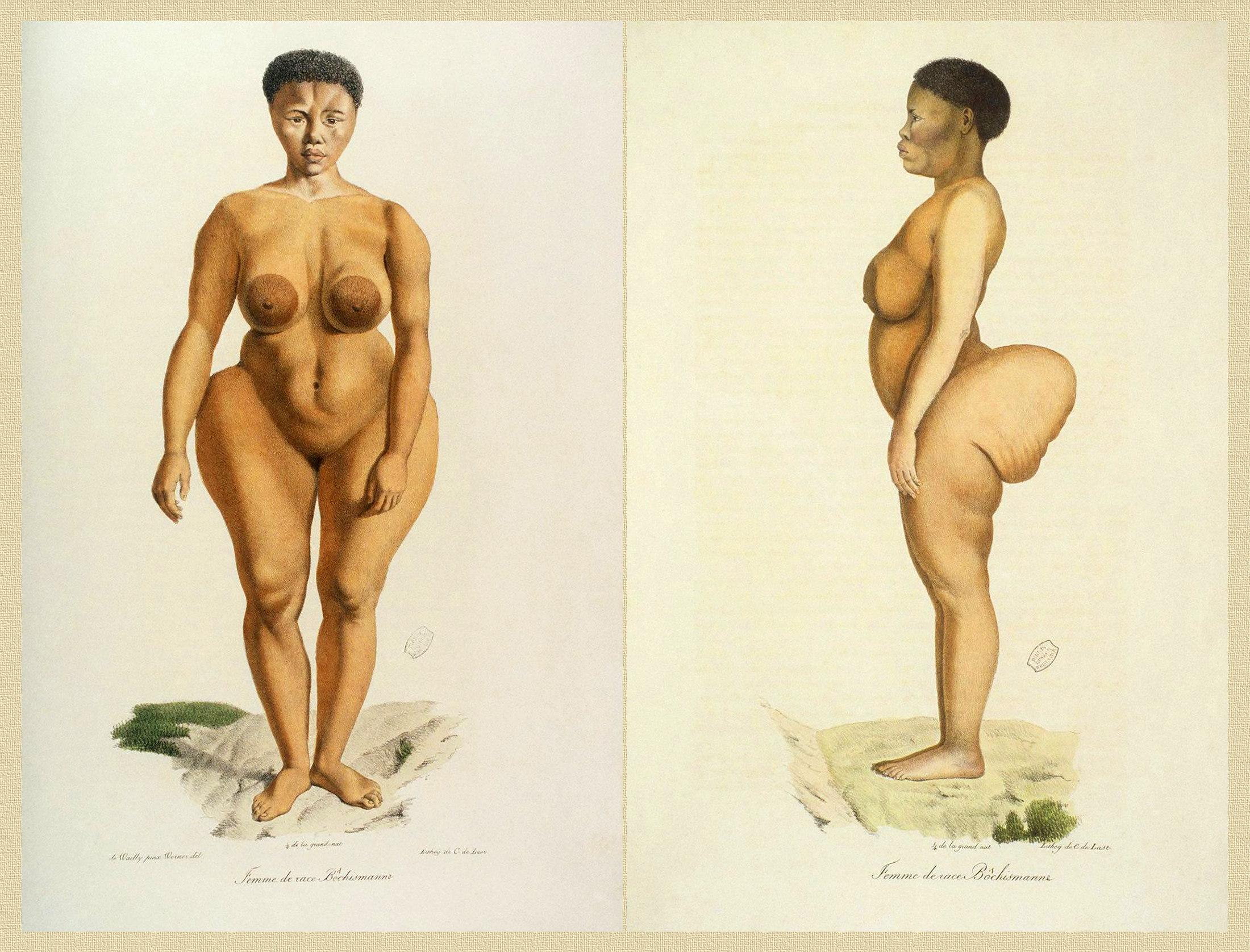
Sarah Saartjie Baartman

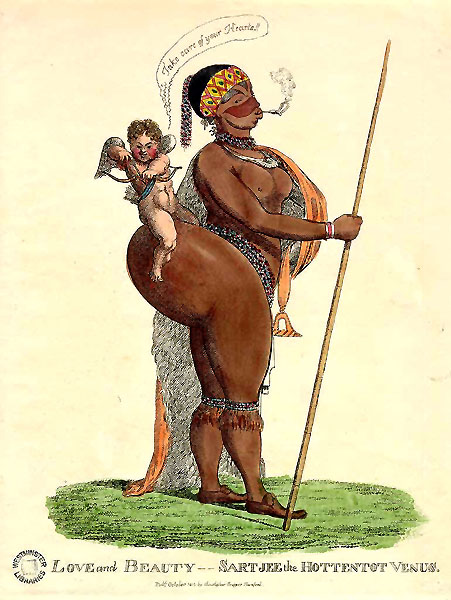
Caricatura de Sara Baartman (de principios del).

Sara Baartman (en afrikáans: Saartjie Baartmann; Colonia del Cabo (véase Provincias Unidas de los Países Bajos), Sudáfrica, 1789-París, Francia, 29 de diciembre de 1815), también conocida como Venus de Hotentote, Venus o Saartjie Baartman, fue tal vez la mujer más célebre de la etnia khoikhoi. Tras firmar un contrato como trabajadora doméstica y artista por cinco años, viajó a Europa a principios del siglo XIX para ser exhibida como atracción secundaria circense en casetas apartadas, al estilo de la «mujer barbuda», entre otras atracciones, según las cláusulas de su contrato.
Su nombre artístico era «la Venus hotentote».  En la provincia de Gauteng, el Supremo Jefe Glen Taaibosch, presidente del Consejo Khoi y San, dos de los pueblos aborígenes de Sudáfrica, ha declarado que Baartman «definitivamente significa mucho para nosotros... le llamamos nuestra reina hotentote».

## Primeros años

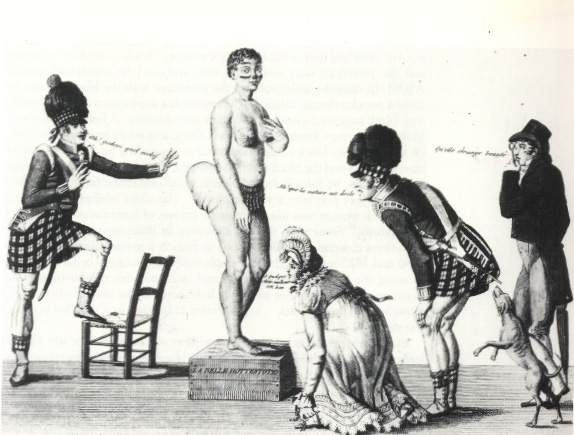
Grabado francés del «La Belle Hottentot» de Sara Baartman.

Baartman nació en 1789 en una región cercana al río Gamtoos, en Cabo Este, Sudáfrica, hogar de los nativos Joi-Joi. Durante su adolescencia, Sara emigró a Cape Flats, cerca de Ciudad del Cabo, donde terminó siendo esclava de unos granjeros y vivió en una pequeña cabaña hasta 1810. Ese año fue vendida al doctor británico William Dunlop, quien la persuadió para irse con él en barco hacia Inglaterra. Lo que Dunlop deseaba era presentarla en su circo como una rareza, y hacer dinero con ella a través de exhibiciones. La figura de Sara Baartman se debía a una acumulación de grasa en los glúteos llamada esteatopigia.

## Vida en Europa
Según las crónicas, era obligada a «desfilar» desnuda en una plataforma de dos pies de altura, así como a obedecer a su guardián cuando este le ordenaba cómo «actuar en el escenario». Por un pago extra, se le permitía a los espectadores que tocaran sus exuberantes glúteos.
Hubo protestas en Londres debido a la manera en que Sara era tratada. Estas presentaciones se llevaron a cabo en una época en que se debatía la abolición de la esclavitud, y surgieron protestas en Londres cuestionando su explotación. El circo en el que la exhibían también recibió presiones de ciertos sectores sociales y estuvo a punto de ser clausurado, pese a que Sara Baartman declaró ante un juez que participaba voluntariamente, y que el doctor William Dunlop demostró que ella estaba de acuerdo, ya que presentó un contrato que ella había firmado. Hasta el presente se duda de que Sara realmente haya conocido o firmado aquel documento.
Finalmente, una sociedad benéfica solicitó la prohibición del espectáculo y Sara fue llevada ante los tribunales. Después de que esto provocara el final del negocio en Inglaterra, fue trasladada a París, donde un domador de fieras la exhibió durante quince meses más. En París atrajo la atención de científicos franceses, en particular la de George Cuvier, quien la describió como una mujer inteligente, de excelente memoria y que hablaba fluidamente el neerlandés.
Ya en el tiempo en que los parisinos perdieron interés en el espectáculo de Sara, fue forzada a prostituirse. Ella no pudo resistir el frío clima, la cultura europea, ni el abuso de su cuerpo. Sola, enferma y alcohólica, falleció el 29 de diciembre de 1815 a la edad de 25 años, y cinco años después de haber salido de su África natal. A menos de 24 horas de su deceso, la comunidad científica parisina se reunió para realizar su autopsia, luego de que Cuvier realizara un vaciado en yeso de su cuerpo. Los resultados de la autopsia fueron publicados también por Cuvier. Su esqueleto, su cerebro y sus genitales estuvieron en exposición en el Museo del Hombre de París. Sus genitales, sobre todo, fueron durante mucho tiempo objeto de gran curiosidad, por poseer la característica llamada sinus pudoris, que es una elongación de los labios menores de la vagina, propia de las mujeres Joi-Joi.

## Repatriación de sus restos

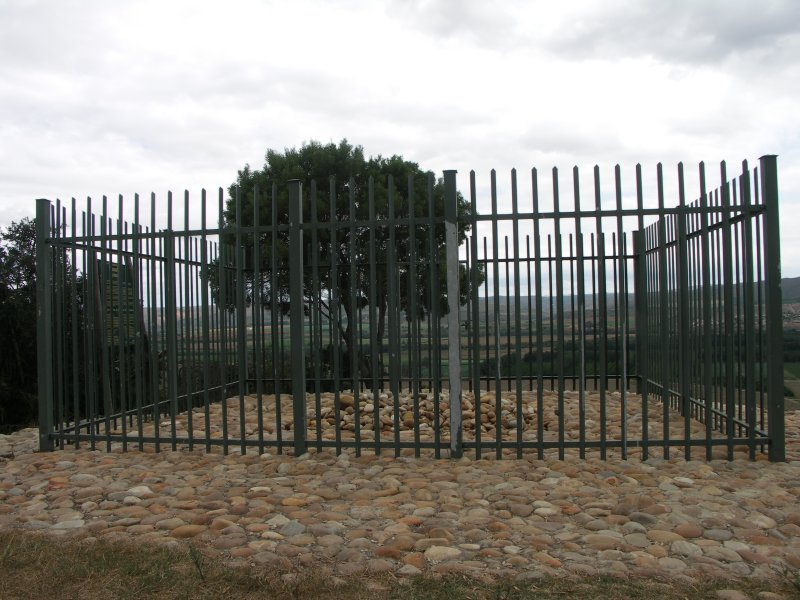
Tumba de Sara Baartmans, situada en

Sus restos fueron expuestos al público durante más de 160 años, hasta 1974. En 1994, el entonces presidente de Sudáfrica, Nelson Mandela, después de la victoria del Congreso Nacional Africano en las elecciones generales de Sudáfrica, realizó una petición formal al presidente francés François Mitterrand para que sus restos fueran devueltos a su patria, recibiendo de este la promesa de que los restos de Sara Baartman volverían a su país de origen. Después de muchos problemas legales y debates en la Asamblea Nacional, Francia accedió al pedido el 6 de marzo de 2002.
Luego de 160 años de exhibición, los restos de Sara fueron retirados del museo en 1994. Finalmente fue devuelta y sepultada el 9 de agosto de 2002, Día de la Mujer en su país, en una región cercana al río Gamtoos en Cabo Este, donde actualmente existe el pueblo de Hankey (localidad de unos 8000 habitantes fundado en 1826), en la confluencia del arroyo Klein con el río Gamtoos, en la municipalidad de Kouga, a unos 20 km al oeste de Port Elizabeth (Sudáfrica), capital del distrito de Cacadu en la Provincia Oriental del Cabo, lugar donde nació. Ahora en Sudáfrica es considerada un símbolo nacional.
El caso se volvió importante cuando Stephen Jay Gould en los años 1980, publicó algunas reflexiones sobre la historia natural, en las que incluyó en el capítulo La Venus Hotentote sus percepciones sobre cómo encontró los restos de Sara en el Musée de I´Homme.